# Никонов, Анатолий Николаевич
Анатолий Николаевич Никонов (1923 — 1981) — советский военный деятель и педагог,  генерал-майор авиации. Начальник Борисоглебского высшего военного авиационного ордена Ленина Краснознамённого училища летчиков имени В. П. Чкалова (1969—1976).

## Биография
Родился 6 августа 1923 года в деревне Губино Орехово-Зуевского района Московской области.
В 1937 году окончил  Губинскую сельскую семилетнюю школу, в 1939 году — Орехо-Зуевский торфяной  техникум и одновременно обучение при Орехо-Зуевском аэроклубе.
С 1939 по 1940 годы учился и с 1940 по 1943 годы служил лётчиком-инструктором в Качинском Краснознамённом военном авиационном училище летчиков имени А. Ф. Мясникова.
С 1943 по 1944 годы — инструктор-лётчик Учебно-тренировочного отдела ВВС РККА,  проводил обучение польских курсантов 1-го истребительно-авиационного полка «Варшава».
С 1944 по 1945 годы и с 1946 по 1948 годы — командира звена, с 1945 по 1946 годы — штурман авиационной эскадрильи, с 1948 по 1951 годы — заместитель командира авиационной эскадрильи Качинского Краснознамённого военного авиационного училища лётчиков имени А. Ф. Мясникова.
21 февраля 1945 года Указом Президиума Верховного Совета СССР «за успехи в подготовке лётных кадров» А. Н. Никонов был награждён Орденом Красной Звезды. Всего за период войны А. Н. Никонов обучил и подготовил для фронта — 45 лётчиков.
С 1955 года после окончания командного факультета Краснознамённой Военно-воздушной академии назначен — заместителем командира 810-го учебного авиационного полка. С 1958 по 1965 годы — командир 812-го учебного авиационного полка. С 1965 по 1969 годы служил — заместителем начальника Харьковского высшего военного авиационного училища лётчиков по лётной подготовке.
С 1969 по 1976 годы — начальник Борисоглебского высшего военного авиационного ордена Ленина Краснознамённого училища летчиков имени В. П. Чкалова.
С 1976 по 1978 годы — заместитель командующего  по тылу ВВС Московского военного округа.
С 1978 года в запасе. 22 декабря 1981 года умер на рабочем месте от инфаркта будучи инженером Борисоглебского авиационного ремонтного завода.

## Награды
- Два Ордена Красной Звезды
- Медали «За боевые заслуги»
- Медаль «За победу над Германией в Великой Отечественной войне 1941—1945 гг.»